# Heinrich Schierenberg

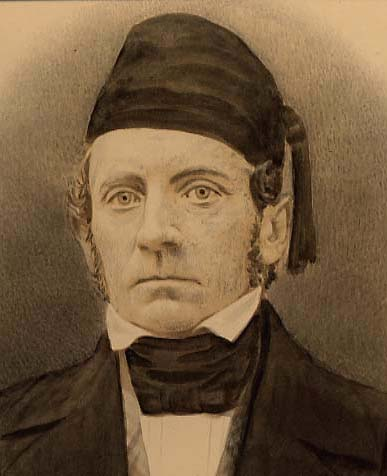
Heinrich Schierenberg, kolorierte Lithografie

Heinrich Schierenberg (* 13. Juni 1800 in Horn; † 3. Dezember 1851 in Detmold) war ein deutscher Politiker und Mitglied der Frankfurter Nationalversammlung.

## Leben und Werk
Heinrich Schierenberg war Sohn des Kaufmanns und Bürgermeisters Gotthilf August Benjamin Schierenberg. Er besuchte bis 1815 die Rektorschule in Horn. Von 1815 bis 1818 absolvierte er eine Kaufmannslehre in Bremen. In den Jahren 1818 und 1819 besuchte er das Gymnasium in Soest, bevor er in Göttingen das Philologie- und Geschichtsstudium begann. Bis 1822 studierte er in Berlin und bis 1824 an der Universität in Heidelberg. Während seines Studiums wurde er 1821 Mitglied der Alten Göttinger Burschenschaft. 1824/25 war er Hauslehrer in Frankfurt am Main und anschließend bis 1827 als Lehrer am Gymnasium Leopoldinumin Detmold tätig. Danach wurde er Rektor am Gymnasium in Lemgo und bekleidete diese Stelle bis 1830. Im Jahr 1830 ging er zum Leopoldinum nach Detmold zurück und lehrte dort bis 1851. 1832 wurde er zum Professor ernannt.
Schierenberg war 1835 Mitbegründer des Naturwissenschaftlicher und Historischer Verein für das Land Lippe. 1838 gründete er gemeinsam mit Moritz Leopold Petri und Rudolph Brandes die Wochenzeitschrift Lippisches Magazin für vaterländische Cultur und Gemeinwohl. Im Jahr 1845 wurde er zum Gymnasialdirektor und erstem Lehrer des Leopoldinums für klassische Literatur und Geschichte ernannt. 1848 spielte er eine führende Rolle bei der Märzrevolution im Fürstentum Lippe, war Mitglied im Vorparlament, wurde lippischer Abgeordneter in der Frankfurter Nationalversammlung und zum stellvertretenden Vorsitzenden des Schulausschusses gewählt. 1849 war er bei der Erlassung des ersten Volksschulgesetzes beteiligt. Er starb am 3. Dezember 1851 in Detmold.